# Luis Fernando de Baviera
Luis Fernando de Baviera (en alemán, Ludwig Ferdinand von Bayern; Madrid, 22 de octubre de 1859-Múnich, 23 de noviembre de 1949) fue hijo del príncipe Adalberto de Baviera y de la infanta Amalia de Borbón, hermana del rey consorte Francisco de Asís de Borbón.

## Biografía
Nacido en Madrid, fue bautizado el día siguiente de su nacimiento en la capilla del Palacio Real. Fue bautizado por el patriarca de las Indias, y los reyes Isabel II de España y Francisco de Asís representaron a su padrino, su abuelo el rey Luis I de Baviera.
Fue médico, artista y filántropo.
Luis Fernando estudió medicina en Heidelberg y Múnich, y trabajó después del examen estatal como especialista en cirugía y ginecología. Desde 1878 vivió en el Palacio Luis Fernando de Múnich, que más tarde recibió su nombre. De 1883 a 1918 fue el dueño de la 18o regimiento de infantería "Príncipe Luis Fernando" y jefe de la tercera Silesia Dragón regimiento N ° 15. Durante la Primera Guerra Mundial fue jefe de estación del departamento de cirugía del hospital de la guarnición de Múnich. En 1886 se convirtió en miembro de la Leopoldinaelegido. En 1894 se convirtió en miembro honorario de la Sociedad Alemana de Medicina Interna (DGIM). Fue miembro honorario de la Sociedad Alemana de Ginecología y Obstetricia eV (DGGG).
Al igual que el hermano amante del motor del káiser Guillermo II, el príncipe Enrique de Prusia, Luis Fernando se unió a la "DMV" (Asociación alemana de automovilistas, fundada en 1903) como segundo miembro de la nobleza en 1906, que se unió a ADAC (General German Automóvil Club) en 1911 rebautizado. Incluso antes de eso, a partir de 1896, fue presidente honorario de la Asociación de Ciclistas Académicos de Múnich. Luis Fernando de Baviera también era conocido como músico, entre otras cosas, puso un poema "Las nubes cuelgan grises" de Hildegard Stradal en música.
Luis Fernando era primo hermano del rey Luis II de Baviera, de quien era el único de la línea real de la familia Wittelsbach. Él y su esposa eran los únicos parientes del tímido rey y se les permitió visitar el Palacio de Herrenchiemsee y cenar en el jardín de invierno de la Residencia de Múnich. La última carta que Luis escribió, tres días antes de su muerte, estaba dirigida al príncipe Luis Fernando. Cuando fue capturado en el Castillo de Neuschwanstein en 1886, el rey incapacitado telegrafió a su primo pidiendo ayuda, quien quería irse de Nymphenburg de inmediato, pero el príncipe regente Leopoldo le prohibió salir.
Max von Redwitz, hijo del poeta Oskar von Redwitz, fue el maestro de la corte del príncipe Luis Fernando hasta 1920.
El Museo de Historia Médica Alemana en Ingolstadt tiene en su colección instrumentos de la práctica de Luis Fernando en Múnich, así como un retrato al óleo suyo con el uniforme de un oficial médico de la Primera Guerra Mundial.
Militarmente, fue general de la caballería bávara, del cuerpo médico del Real Ejército Español, además de cirujano honorario de la Real Academia Nacional de Medicina de España.
Fue nombrado miembro de la Insigne Orden del Toisón de Oro el 28 de noviembre de 1859.

## Matrimonio y descendencia
El 2 de abril de 1883 contrajo matrimonio con su prima hermana, la infanta María de la Paz de Borbón. La boda tuvo lugar en Madrid, pero en 1885 se fueron a vivir a Baviera, concretamente al Palacio de Nymphenburg.
Tuvieron tres hijos:
- Fernando (1884-1958), infante de España. Casado con su prima hermana, la infanta María Teresa de Borbón en primeras nupcias, y luego con María Luisa de Silva y Fernández de Henestrosa; con sucesión de su primer matrimonio.
- Adalberto (1886-1970), casado con la condesa Augusta de Seefried en Buttenheim;[3] con sucesión. Fue embajador de la República Federal de Alemania en España.
- Pilar (1891-1987), pintora, escritora y museóloga. No contrajo matrimonio, por lo que no tuvo hijos.

## Muerte
Luis Fernando murió en Múnich, a la edad de 90 años, y fue enterrado en la Iglesia de San Miguel de la misma ciudad.

## Antepasados
|  |                                                            |  |  |  |  |  |  |  |  |  |  |  |  |  |  |  |
|  | 16. Federico Miguel del Palatinado-Zweibrücken-Birkenfeld  |  |  |  |  |  |  |  |  |  |  |  |  |  |  |  |
|  |                                                            |  |  |  |  |  |  |  |  |  |  |  |  |  |  |  |
|  |                                                            |  |  |  |  |  |  |  |  |  |  |  |  |  |  |  |
|  | 8. Maximiliano I de Baviera                                |  |  |  |  |  |  |  |  |  |  |  |  |  |  |  |
|  |                                                            |  |  |  |  |  |  |  |  |  |  |  |  |  |  |  |
|  |                                                            |  |  |  |  |  |  |  |  |  |  |  |  |  |  |  |
|  | 17. María Francisca del Palatinado-Sulzbach                |  |  |  |  |  |  |  |  |  |  |  |  |  |  |  |
|  |                                                            |  |  |  |  |  |  |  |  |  |  |  |  |  |  |  |
|  |                                                            |  |  |  |  |  |  |  |  |  |  |  |  |  |  |  |
|  | 4. Luis I de Baviera                                       |  |  |  |  |  |  |  |  |  |  |  |  |  |  |  |
|  |                                                            |  |  |  |  |  |  |  |  |  |  |  |  |  |  |  |
|  |                                                            |  |  |  |  |  |  |  |  |  |  |  |  |  |  |  |
|  | 18. Jorge Guillermo de Hesse-Darmstadt                     |  |  |  |  |  |  |  |  |  |  |  |  |  |  |  |
|  |                                                            |  |  |  |  |  |  |  |  |  |  |  |  |  |  |  |
|  |                                                            |  |  |  |  |  |  |  |  |  |  |  |  |  |  |  |
|  | 9. Augusta Guillermina de Hesse-Darmstadt                  |  |  |  |  |  |  |  |  |  |  |  |  |  |  |  |
|  |                                                            |  |  |  |  |  |  |  |  |  |  |  |  |  |  |  |
|  |                                                            |  |  |  |  |  |  |  |  |  |  |  |  |  |  |  |
|  | 19. María Luisa Albertina de Leiningen-Falkenburg-Dagsburg |  |  |  |  |  |  |  |  |  |  |  |  |  |  |  |
|  |                                                            |  |  |  |  |  |  |  |  |  |  |  |  |  |  |  |
|  |                                                            |  |  |  |  |  |  |  |  |  |  |  |  |  |  |  |
|  | 2. Adalberto de Baviera                                    |  |  |  |  |  |  |  |  |  |  |  |  |  |  |  |
|  |                                                            |  |  |  |  |  |  |  |  |  |  |  |  |  |  |  |
|  |                                                            |  |  |  |  |  |  |  |  |  |  |  |  |  |  |  |
|  | 20. Ernesto Federico III de Sajonia-Hildburghausen         |  |  |  |  |  |  |  |  |  |  |  |  |  |  |  |
|  |                                                            |  |  |  |  |  |  |  |  |  |  |  |  |  |  |  |
|  |                                                            |  |  |  |  |  |  |  |  |  |  |  |  |  |  |  |
|  | 10. Federico de Sajonia-Altenburgo                         |  |  |  |  |  |  |  |  |  |  |  |  |  |  |  |
|  |                                                            |  |  |  |  |  |  |  |  |  |  |  |  |  |  |  |
|  |                                                            |  |  |  |  |  |  |  |  |  |  |  |  |  |  |  |
|  | 21. Ernestina de Sajonia-Weimar                            |  |  |  |  |  |  |  |  |  |  |  |  |  |  |  |
|  |                                                            |  |  |  |  |  |  |  |  |  |  |  |  |  |  |  |
|  |                                                            |  |  |  |  |  |  |  |  |  |  |  |  |  |  |  |
|  | 5. Teresa de Sajonia-Hildburghausen                        |  |  |  |  |  |  |  |  |  |  |  |  |  |  |  |
|  |                                                            |  |  |  |  |  |  |  |  |  |  |  |  |  |  |  |
|  |                                                            |  |  |  |  |  |  |  |  |  |  |  |  |  |  |  |
|  | 22. Carlos II de Mecklemburgo-Strelitz                     |  |  |  |  |  |  |  |  |  |  |  |  |  |  |  |
|  |                                                            |  |  |  |  |  |  |  |  |  |  |  |  |  |  |  |
|  |                                                            |  |  |  |  |  |  |  |  |  |  |  |  |  |  |  |
|  | 11. Carlota Georgina de Mecklemburgo-Strelitz              |  |  |  |  |  |  |  |  |  |  |  |  |  |  |  |
|  |                                                            |  |  |  |  |  |  |  |  |  |  |  |  |  |  |  |
|  |                                                            |  |  |  |  |  |  |  |  |  |  |  |  |  |  |  |
|  | 23. Federica de Hesse-Darmstadt                            |  |  |  |  |  |  |  |  |  |  |  |  |  |  |  |
|  |                                                            |  |  |  |  |  |  |  |  |  |  |  |  |  |  |  |
|  |                                                            |  |  |  |  |  |  |  |  |  |  |  |  |  |  |  |
|  | 1. Luis Fernando de Baviera                                |  |  |  |  |  |  |  |  |  |  |  |  |  |  |  |
|  |                                                            |  |  |  |  |  |  |  |  |  |  |  |  |  |  |  |
|  |                                                            |  |  |  |  |  |  |  |  |  |  |  |  |  |  |  |
|  | 24. Carlos III de España                                   |  |  |  |  |  |  |  |  |  |  |  |  |  |  |  |
|  |                                                            |  |  |  |  |  |  |  |  |  |  |  |  |  |  |  |
|  |                                                            |  |  |  |  |  |  |  |  |  |  |  |  |  |  |  |
|  | 12. Carlos IV de España                                    |  |  |  |  |  |  |  |  |  |  |  |  |  |  |  |
|  |                                                            |  |  |  |  |  |  |  |  |  |  |  |  |  |  |  |
|  |                                                            |  |  |  |  |  |  |  |  |  |  |  |  |  |  |  |
|  | 25. María Amalia de Sajonia                                |  |  |  |  |  |  |  |  |  |  |  |  |  |  |  |
|  |                                                            |  |  |  |  |  |  |  |  |  |  |  |  |  |  |  |
|  |                                                            |  |  |  |  |  |  |  |  |  |  |  |  |  |  |  |
|  | 6. Francisco de Paula de Borbón                            |  |  |  |  |  |  |  |  |  |  |  |  |  |  |  |
|  |                                                            |  |  |  |  |  |  |  |  |  |  |  |  |  |  |  |
|  |                                                            |  |  |  |  |  |  |  |  |  |  |  |  |  |  |  |
|  | 26. Felipe I de Parma                                      |  |  |  |  |  |  |  |  |  |  |  |  |  |  |  |
|  |                                                            |  |  |  |  |  |  |  |  |  |  |  |  |  |  |  |
|  |                                                            |  |  |  |  |  |  |  |  |  |  |  |  |  |  |  |
|  | 13. María Luisa de Parma                                   |  |  |  |  |  |  |  |  |  |  |  |  |  |  |  |
|  |                                                            |  |  |  |  |  |  |  |  |  |  |  |  |  |  |  |
|  |                                                            |  |  |  |  |  |  |  |  |  |  |  |  |  |  |  |
|  | 27. Luisa Isabel de Francia                                |  |  |  |  |  |  |  |  |  |  |  |  |  |  |  |
|  |                                                            |  |  |  |  |  |  |  |  |  |  |  |  |  |  |  |
|  |                                                            |  |  |  |  |  |  |  |  |  |  |  |  |  |  |  |
|  | 3. Amalia de Borbón                                        |  |  |  |  |  |  |  |  |  |  |  |  |  |  |  |
|  |                                                            |  |  |  |  |  |  |  |  |  |  |  |  |  |  |  |
|  |                                                            |  |  |  |  |  |  |  |  |  |  |  |  |  |  |  |
|  | 28. Fernando I de las Dos Sicilias                         |  |  |  |  |  |  |  |  |  |  |  |  |  |  |  |
|  |                                                            |  |  |  |  |  |  |  |  |  |  |  |  |  |  |  |
|  |                                                            |  |  |  |  |  |  |  |  |  |  |  |  |  |  |  |
|  | 14. Francisco I de las Dos Sicilias                        |  |  |  |  |  |  |  |  |  |  |  |  |  |  |  |
|  |                                                            |  |  |  |  |  |  |  |  |  |  |  |  |  |  |  |
|  |                                                            |  |  |  |  |  |  |  |  |  |  |  |  |  |  |  |
|  | 29. Archiduquesa María Carolina de Austria                 |  |  |  |  |  |  |  |  |  |  |  |  |  |  |  |
|  |                                                            |  |  |  |  |  |  |  |  |  |  |  |  |  |  |  |
|  |                                                            |  |  |  |  |  |  |  |  |  |  |  |  |  |  |  |
|  | 7. Luisa Carlota de las Dos Sicilias                       |  |  |  |  |  |  |  |  |  |  |  |  |  |  |  |
|  |                                                            |  |  |  |  |  |  |  |  |  |  |  |  |  |  |  |
|  |                                                            |  |  |  |  |  |  |  |  |  |  |  |  |  |  |  |
|  | 30. Carlos IV de España                                    |  |  |  |  |  |  |  |  |  |  |  |  |  |  |  |
|  |                                                            |  |  |  |  |  |  |  |  |  |  |  |  |  |  |  |
|  |                                                            |  |  |  |  |  |  |  |  |  |  |  |  |  |  |  |
|  | 15. María Isabel de España                                 |  |  |  |  |  |  |  |  |  |  |  |  |  |  |  |
|  |                                                            |  |  |  |  |  |  |  |  |  |  |  |  |  |  |  |
|  |                                                            |  |  |  |  |  |  |  |  |  |  |  |  |  |  |  |
|  | 31. María Luisa de Parma                                   |  |  |  |  |  |  |  |  |  |  |  |  |  |  |  |
|  |                                                            |  |  |  |  |  |  |  |  |  |  |  |  |  |  |  |
|  |                                                            |  |  |  |  |  |  |  |  |  |  |  |  |  |  |  |

## Títulos y órdenes

Escudo de Luis Fernando como caballero de las órdenes españolas.

### Títulos
| ● ?-?: | Su alteza real el príncipe Luis Fernando de Baviera |

### Órdenes

#### Reino de Baviera
- Caballero de la Orden de San Huberto.[5]
- 1880: Gran prior honorario de la Orden Real y Militar de San Jorge.[6][7]

#### Extranjeras

##### Reino de España
- 28 de noviembre de 1859:  Caballero de la Orden del Toisón de Oro.[2][4] (Reino de España)
- Orden de Carlos III. (Reino de España)
  - 30 de mayo de 1906: Caballero del collar.[8]
  - 18 de noviembre de 1886: Caballero gran cruz.[8][9]
- Orden de Santiago:
  - Comendador mayor de Castilla.[8]
  - Caballero.[8]
- Caballero del Real Cuerpo Colegiado de Caballeros Hijosdalgo de la Nobleza de Madrid.[8] (Reino de España)
- Caballero de la Real Maestranza de Caballería de Zaragoza.[8] (Reino de España)
- 20 de enero de 1904: Caballero gran cruz de la Orden de Alfonso XII.[8] (Reino de España)

##### Otras
- Caballero de la Orden del Águila Negra.[10] (

 Reino de Prusia)
- Caballero de la Orden de la Corona de Ruda.[10] ( Reino de Sajonia)

### Cargos
- Académicos honorarios de la Real Academia Nacional de Medicina.[8]